# Avenue Chantemesse
Pour les articles homonymes, voir Chantemesse.
L’avenue Chantemesse est une voie du 16e arrondissement de Paris, en France.

## Situation et accès
L’avenue Chantemesse est une voie publique située dans le 16e arrondissement de Paris qui débute boulevard Lannes et se termine au 47, avenue du Maréchal-Fayolle.
L’avenue Chantemesse comporte un large terre-plein central occupé par le jardin Claude-Debussy.

## Origine du nom

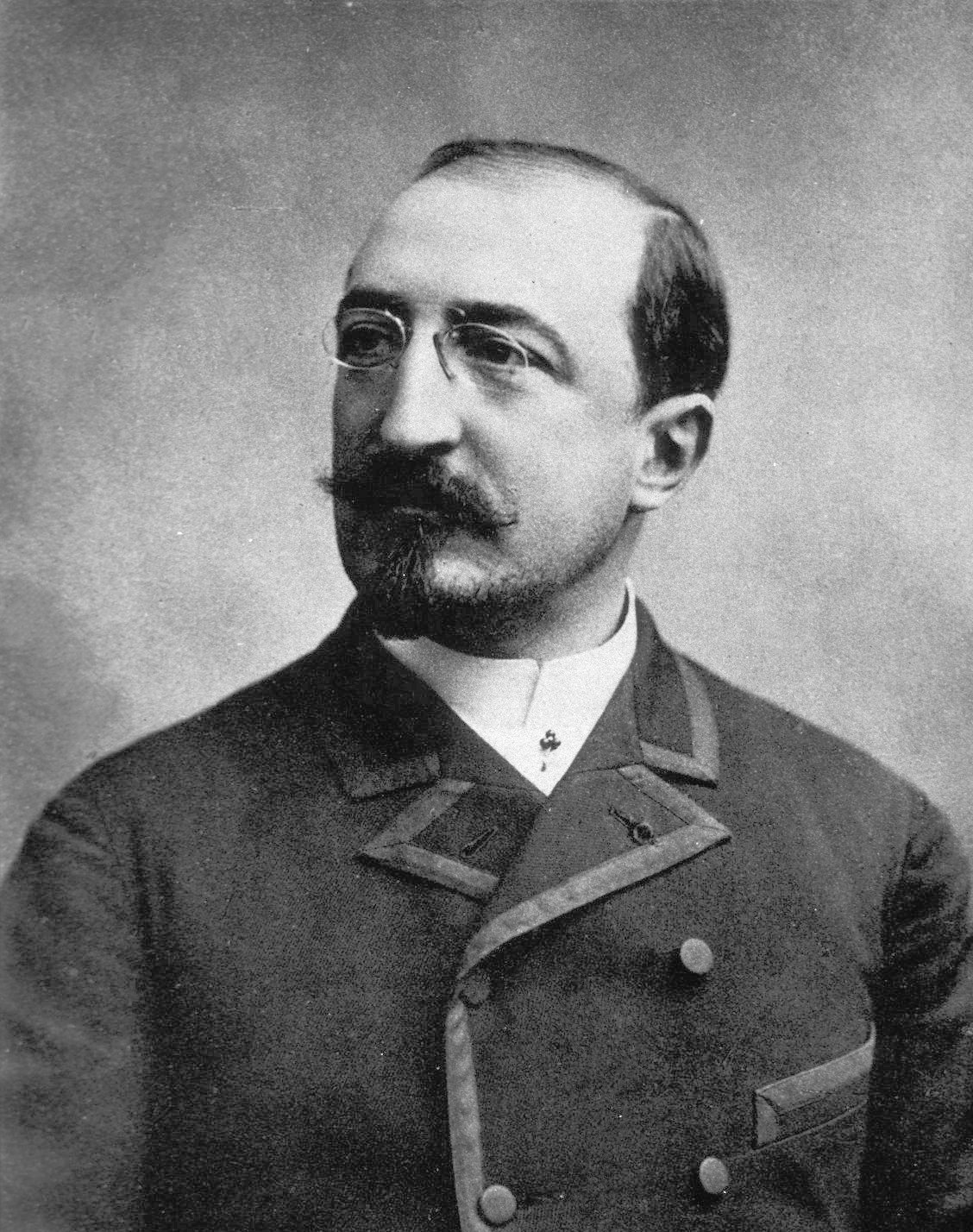
André Chantemesse.

Cette voie a reçu le nom d’André Chantemesse (1851-1919), médecin bactériologiste français.

## Historique

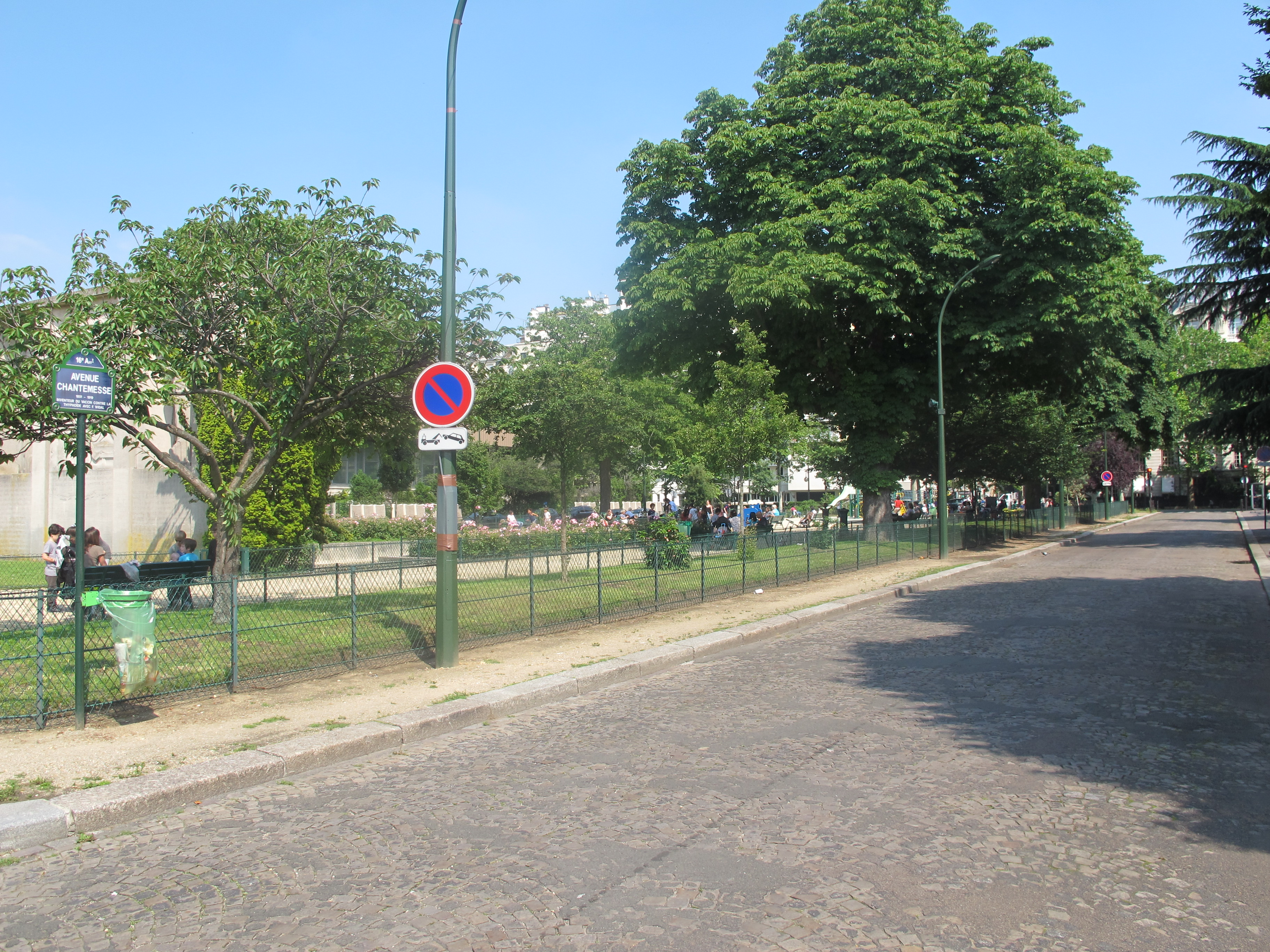

La voie a été ouverte et a pris sa dénomination actuelle en 1932 sur l'emplacement du bastion no 56 de l'enceinte de Thiers.

## Bâtiments remarquables et lieux de mémoire
- Ambassade de Russie en France
- Bois de Boulogne